# Cascavel-diamante-oriental
Crotalus adamanteus, comumente conhecida como cascavel-diamante-oriental, é uma espécie de cobra-covinha da família Viperidae. A espécie é endêmica do sudeste dos Estados Unidos. É a maior espécie de cascavel e uma das cobras venenosas mais pesadas das Américas. Não são reconhecidas subespécies.

## Descrição

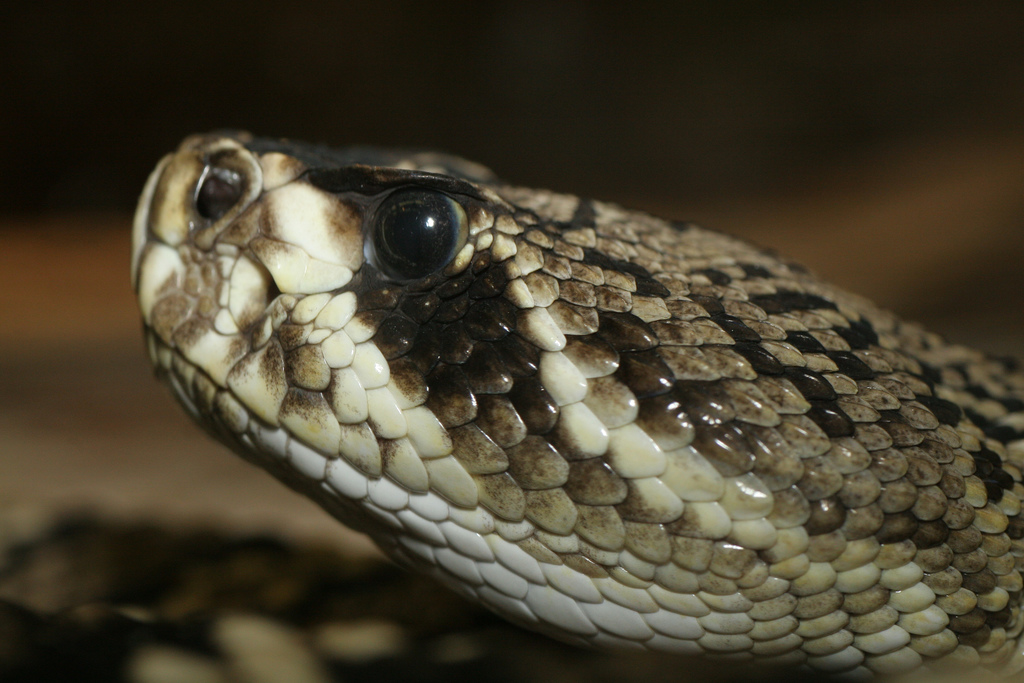
Cascavel-diamante-oriental no zoológico de Saint Louis

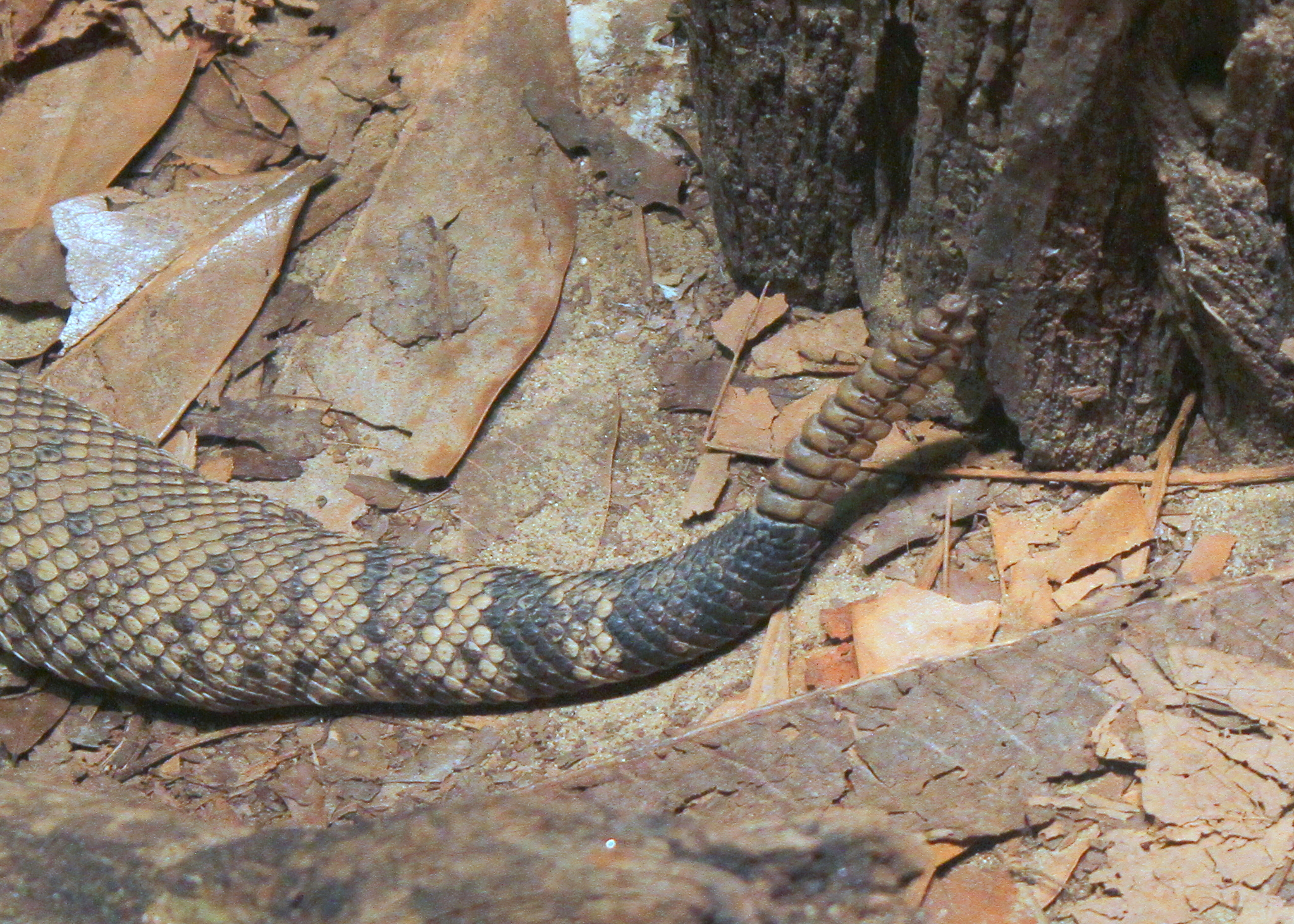
Detalhe do chocalho

A cascavel-diamante-oriental é a maior espécie de cascavel e uma das cobras venenosas mais pesadas conhecidas, com um espécime abatido em 1946 medindo 2,4 m de comprimento e pesando 15,4 kg. No entanto, outras cobras venenosas podem rivalizar com esta espécie em peso, como a cobra-real, muito mais longa, porém mais esguia, e a víbora-do-gabão, mais curta, mas ainda mais volumosa. Os comprimentos máximos relatados para a cascavel-diamante-oriental são de 2,4 m e 2,5 m. No entanto, esses tamanhos máximos foram questionados devido à falta de espécimes comprobatórios. Os machos são geralmente maiores que as fêmeas, o que é raro entre as cobras, onde as fêmeas costumam ser maiores.
Espécimes com mais de 2,1 m são raros, mas bem documentados. Klauber (1998) relatou uma carta recebida de E. Ross Allen em 1953, na qual Allen explica que por anos ofereceu uma recompensa de US$ 100, e depois US$ 200, por um espécime de 2,4 m, vivo ou morto. A recompensa nunca foi reivindicada. Ele recebeu alguns espécimes na faixa de 2,1 m e peles de 2,4 m, mas afirmou que tais peles podem ser obtidas de espécimes tão curtos quanto 1,8 m. Um espécime de 2,2 m foi capturado e morto fora de um bairro em St. Augustine, Flórida, em setembro de 2009.
O tamanho médio é bem menor. Espécimes raramente ultrapassam 1,8 m de comprimento. Comprimentos de 1,1 a 1,7 m e de 0,8 a 1,8 m também foram relatados. Um estudo encontrou um comprimento médio de 1,7 m com base em 31 machos e 43 fêmeas. A massa corporal média é de aproximadamente 2,3 kg. O peso médio de 9 espécimes mantidos em laboratório foi de 2,55 kg, com uma faixa de 0,8 a 4,9 kg. Poucos espécimes excedem 5,12 kg, embora espécimes excepcionais possam pesar 6,7 kg ou mais.
A escamação inclui 25–31 (geralmente 29) fileiras de escamas dorsais no meio do corpo, 165–176/170–187 escamas ventrais em machos/fêmeas e 27–33/20–26 escamas subcaudais em machos/fêmeas, respectivamente. Na cabeça, a escama rostral é mais alta que larga e entra em contato com duas escamas internasais. Há 10–21 escamas na região internasal-pré-frontal e 5–11 (geralmente 7–8) escamas intersupraoculares. Normalmente, há duas escamas loreais entre as pré-oculares e a pós-nasal. Existem 12–17 (geralmente 14–15) escamas supralabiais, a primeira das quais em amplo contato com a pré-nasal, e 15–21 (geralmente 17–18) escamas sublabiais.
O padrão de cores consiste em uma cor de fundo marrom, marrom-amarelada, marrom-acinzentada ou oliva, sobreposta por uma série de 24–35 losangos marrom-escuros a pretos com centros ligeiramente mais claros. Cada um desses losangos é contornado por uma fileira de escamas cremes ou amareladas. Na parte posterior, os losangos tornam-se mais semelhantes a faixas transversais, seguidas por 5–10 faixas ao redor da cauda. A barriga é amarelada ou de cor creme, com manchas escuras difusas ao longo dos lados. A cabeça apresenta uma faixa pós-ocular escura que se estende do olho para trás e para baixo até o lábio; a parte posterior da faixa toca o ângulo da boca. Anterior e posteriormente, a faixa pós-ocular é delimitada por listras brancas ou amarelas distintas. O chocalho na ponta da cauda é feito de segmentos duros, ocos e frouxamente presos, que se quebram frequentemente e são completamente substituídos quando a cobra troca de pele.

## Distribuição geográfica
A cascavel-diamante-oriental é encontrada no sudeste dos Estados Unidos, do sudeste da Carolina do Norte, ao longo da planície costeira, através da península da Flórida até as Florida Keys, e a oeste ao longo da costa do golfo, pelo sul do Alabama e Mississippi até o sudeste da Louisiana. A descrição original da espécie não inclui uma localidade-tipo, embora Schmidt (1953) tenha proposto que ela seja restrita a "Charleston, Carolina do Sul" (EUA).

## Estado de conservação
Esta espécie de cobra foi classificada como Pouco Preocupante na Lista Vermelha da IUCN em 2007, mas o status em julho de 2025 indica que a classificação necessita de revisão. A tendência populacional era decrescente quando avaliada em 2007. Já a organização NatureServe classificou a espécie em 2020 como vulnerável.
Na Carolina do Norte, a cascavel-diamante-oriental é protegida por lei estadual e considerada ameaçada de extinção dentro do estado. É provável que esteja extinta em Louisiana, tendo sido observada pela última vez em 1995. Alguns cientistas e conservacionistas acreditam que ela pode estar extinta na Carolina do Norte, onde foi vista pela última vez no início dos anos 1990.
A espécie está atualmente (julho de 2025) sob revisão para ser incluída na Lista de Espécies Ameaçadas pelo Serviço de Pesca e Vida Selvagem dos Estados Unidos devido ao seu recente declínio.
A cascavel-diamante-oriental tem limitada capacidade de adaptação à perda e fragmentação de habitat devido à sua história de vida lenta, alta especificidade de habitat e mínima capacidade de dispersão. As ameaças à espécie incluem perda de habitat, morte por humanos e mortalidade em rodovias. As caçadas de cascavéis representam outra ameaça, pois elas são retiradas da natureza e mortas para exibição e entretenimento. Um método comum de captura nesses eventos envolve despejar gasolina nas supostas tocas das cascavéis, uma prática prejudicial tanto à cobra quanto ao seu ambiente. Um estudo conduzido na Carolina do Sul mostrou resultados positivos na translocação da espécie para salvá-la devido à sua incapacidade de se adaptar à perda de habitat.

## Habitat
A cascavel-diamante-oriental habita florestas de pinheiros secos de terras altas, planícies de pinheiros e palmeiras, colinas arenosas e matas costeiras, habitats de Pinus palustris e Quercus laevis, pântanos de ervas e florestas pantanosas, pântanos de ciprestes, matas mesicas, florestas mistas arenosas, matas xéricas e pântanos salgados, além de pradarias úmidas durante períodos secos. Em muitas áreas, parece usar tocas feitas por geomiídeos e tartarugas Gopherus polyphemus durante o verão e o inverno.

## Comportamento

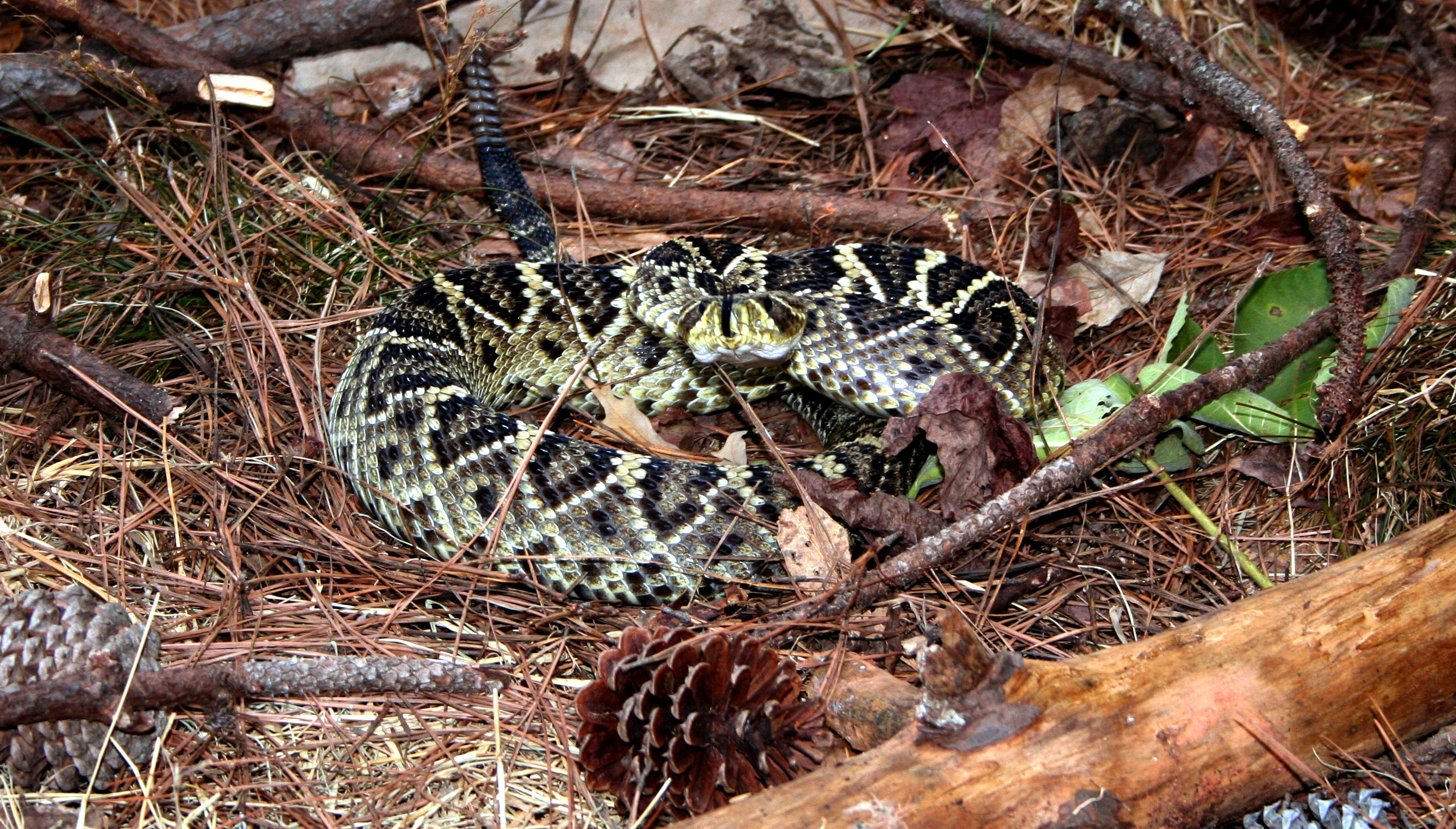
Cascavel-diamante-oriental

A cascavel-diamante-oriental frequentemente se abriga em tocas de tatus e tartarugas, emergindo pela manhã ou à tarde para tomar sol. Algumas pesquisas mostram que essas cobras passam menos tempo no subsolo durante suas temporadas ativas.
Como a maioria das cascavéis, esta espécie é terrestre e não é adepta de escalar. No entanto, já foi relatada em arbustos e árvores, aparentemente em busca de presas. Até mesmo espécimes grandes foram avistados a até 10 m acima do solo.
Também é conhecida por ser uma excelente nadadora. Espécimes foram frequentemente avistados cruzando trechos de água entre ilhas de barreira e o continente ao largo da costa da Geórgia, no golfo do México e nas Florida Keys, às vezes a quilômetros da terra.
A disposição individual varia, com alguns permitindo aproximação sem emitir som, enquanto outros começam a chocalhar a uma distância de 6 a 9 m. O chocalho é bem desenvolvido e pode ser ouvido de relativamente longe. Quando ameaçada, eleva a metade anterior do corpo do chão em uma bobina em forma de S e pode atacar a uma distância de pelo menos um terço do comprimento do corpo. Muitas mantêm sua posição e podem atacar repetidamente, mas, se tiverem a oportunidade, geralmente recuam enquanto enfrentam o intruso e se movem para trás em direção a um abrigo, após o qual desaparecem.
Um mito popular é que a cascavel-diamante-oriental deve chocalhar antes de atacar. Pelo contrário, ela é capaz de atacar enquanto permanece completamente silenciosa.
Falcões, águias e outras cobras são conhecidos por predar espécimes jovens e adolescentes dessa cobra.

## Alimentação
A cascavel-diamante-oriental caça ativamente ou fica em emboscada para pequenos mamíferos, especialmente coelhos e ratos-arrozeiros (Oryzomys). A dieta também inclui aves. Podem ficar em posição de ataque por até uma semana esperando por presas. A presa é atacada e liberada, e a cobra segue o rastro de odor deixado pela presa moribunda.
Devido ao seu grande tamanho, os adultos não têm dificuldade em comer presas tão grandes quanto coelhos adultos. Como os jovens conseguem engolir ratos adultos, raramente recorrem a presas mais finas, como lagartos. De fato, coelhos formam a maior parte da dieta na maioria das regiões da Flórida. Esquilos, ratos e camundongos também são consumidos, junto com aves como tico-ticos e perdizes. Outras presas relatadas incluem um saracura-real [en], um peru selvagem jovem e uma pica-pau fêmea com quatro de seus ovos. Também consome grandes insetos.

## Reprodução
As cascavéis, incluindo a cascavel-diamante-oriental, são ovovivíparas. A gestação dura seis ou sete meses. Os filhotes permanecem com a mãe por apenas 10 a 20 dias antes de partirem sozinhos para caçar e encontrar abrigo. Sua história de vida é considerada lenta, pois se reproduzem em intervalos de 2 a 4 anos.
As fêmeas dão à luz entre 4 e 28 filhotes de uma vez, com uma média de 12, geralmente entre julho e início de outubro. Os neonatos têm de 30 a 35 cm de comprimento e são semelhantes aos adultos em aparência, exceto por terem apenas um botão pequeno em vez de um chocalho na ponta da cauda.

## Cativeiro
A cascavel-diamante-oriental pode viver mais de 20 anos, mas a expectativa de vida na natureza é agora tipicamente mais curta devido à caça e à expansão humana.

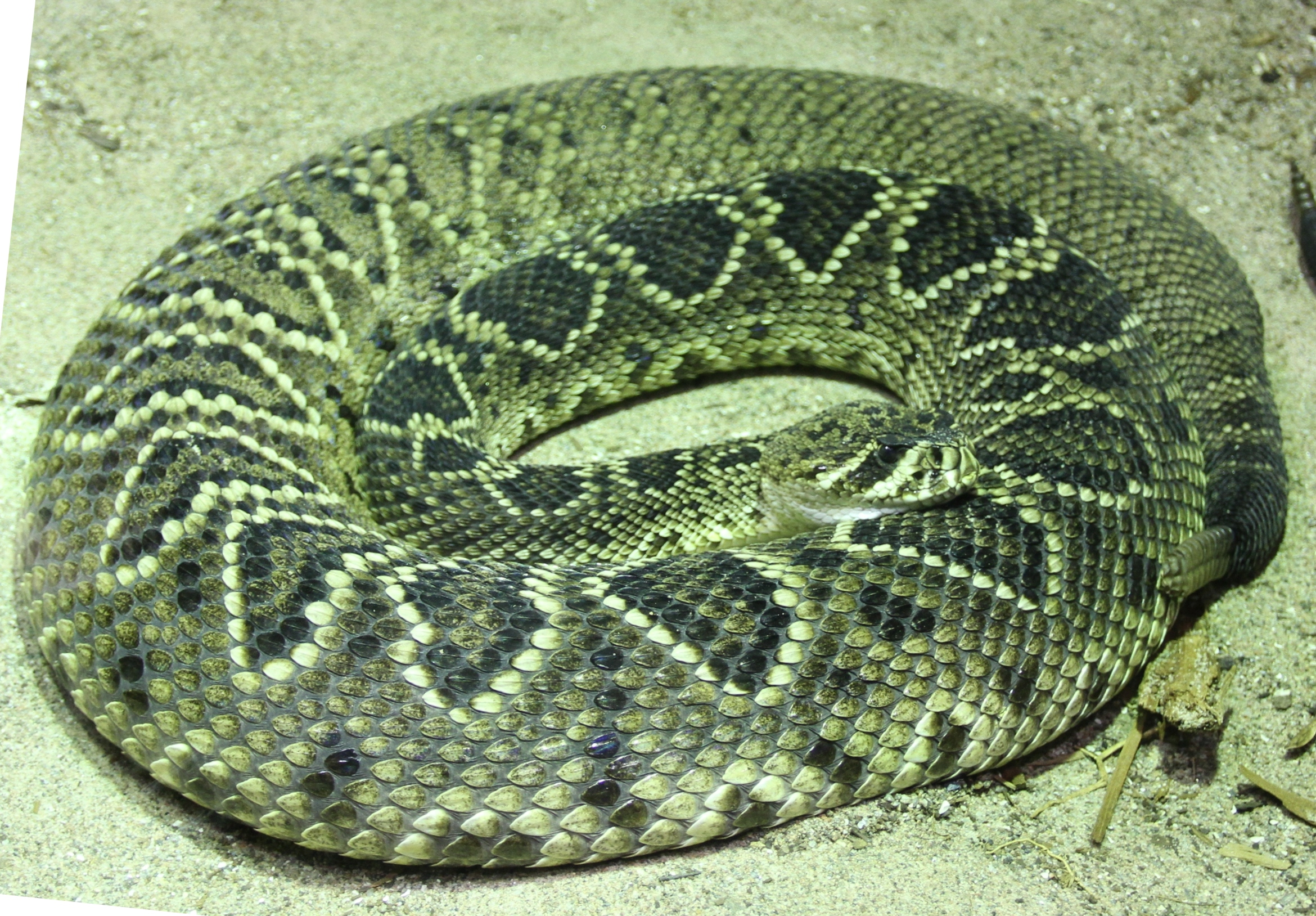
No centro científico Universeum, Gotemburgo, Suécia

Espécimes selvagens adultos são frequentemente difíceis de manter em cativeiro, mas indivíduos nascidos em cativeiro se adaptam bem e se alimentam facilmente de roedores mortos em laboratório. Requer uma gaiola seca e bem ventilada com uma caixa de esconderijo, mantida a uma temperatura de 23 a 27 °C para atividade normal.

## Veneno

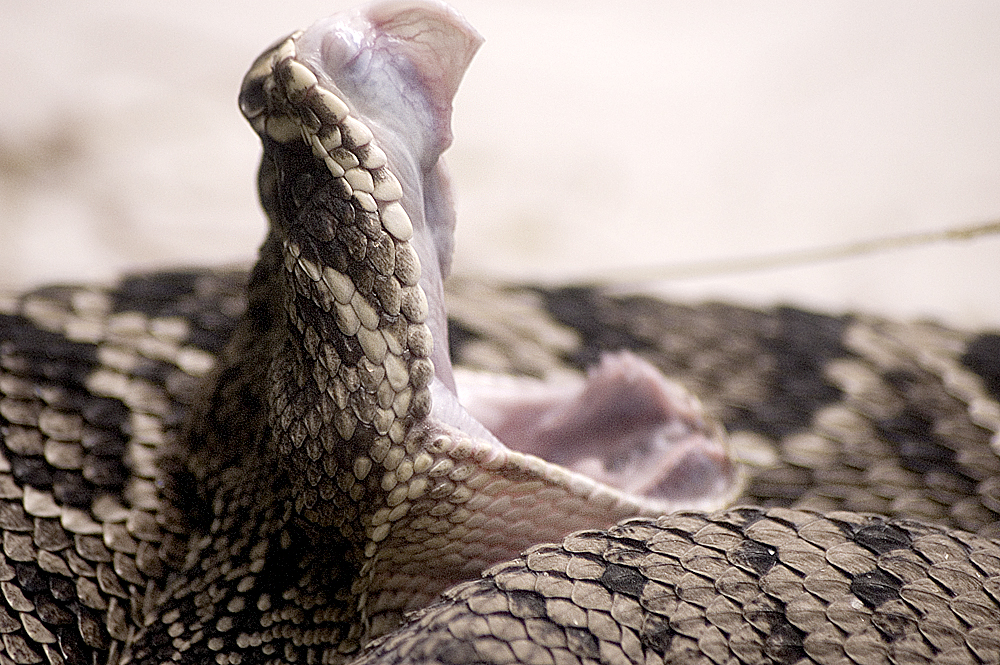
Uma cascavel-diamante-oriental mostrando uma de suas presas venenosas, Zoológico de Louisville, Louisville, KY

A cascavel-diamante-oriental tem a reputação de ser a cobra venenosa mais perigosa da América do Norte. Embora geralmente não seja agressiva, é grande e poderosa. Wright e Wright mencionaram uma taxa de mortalidade de 30%, mas outros estudos indicam uma taxa de mortalidade de 10–20% (sem tratamento). Essa cascavel é uma das principais responsáveis por picadas de cobra fatais dentro de sua área geográfica.
Em proporção ao seu comprimento, possui as presas mais longas de qualquer espécie de cascavel, com cálculos sugerindo que um espécime de 2,4 m teria presas com mais de 25 mm de comprimento. Para comparação, um espécime de 1,5 m tinha presas medindo 17 mm de comprimento. Possui um rendimento de veneno muito alto, com uma média de 400–450 mg, com um máximo de 858–1,000 mg. Brown indica um rendimento médio de veneno de 410 mg (veneno seco), junto com valores de LD50 de 1,3–2,4 mg/kg IV, 1,7–3,0 mg/kg IP e 14,5–10 mg/kg SC para toxicidade. A dose letal estimada para humanos é de 100–150 mg.
O veneno da cascavel-diamante-oriental é estimado em conter mais de 100 toxinas diferentes. Este veneno é um dos mais estudados, com cerca de 40 toxinas caracterizadas. O veneno contém uma enzima semelhante à trombina, chamada "crotalase", capaz de coagular fibrinogênio, levando à ativação secundária de plasminogênio a partir de células endoteliais. Embora o veneno não ative plaquetas, a produção de filamentos de fibrina pode resultar em uma contagem reduzida de plaquetas, bem como hemólise de glóbulos vermelhos. No entanto, mesmo com essa desfibrilação, sangramentos clinicamente significativos são incomuns. Contudo, o veneno apresenta alta atividade hemorrágica. Também contém um peptídeo básico de baixo peso molecular que impede a transmissão neuromuscular e pode, teoricamente, levar à insuficiência cardíaca. Este peptídeo é semelhante à crotamina da cascavel-sul-americana e constitui 2–8% da proteína encontrada no veneno. Em geral, o veneno pode ser descrito como altamente necrotizante, levemente proteolítico e contendo uma grande fração de fosfodiesterase. Ele estimula a liberação de bradicinina, que pode resultar em dor intensa, bem como hipotensão transitória profunda.
Klauber descreveu um caso em que os sintomas incluíam dor instantânea "como duas agulhas hipodérmicas quentes", sangramento espontâneo do local da mordida, dor interna intensa, sangramento pela boca, hipotensão, pulso fraco, inchaço e descoloração do membro afetado e dor intensa associada. Os sintomas foram descritos como fortemente hemolíticos e hemorrágicos.
CroFab, Anavip e o ACP da Wyeth são soros antiofídicos eficazes contra mordidas desta espécie, embora doses massivas possam ser necessárias para tratar casos graves de envenenamento. Geralmente, o ACP é muito eficaz no combate à síndrome de defibrinação frequentemente observada, mas pode ter pouco efeito sobre a baixa contagem de plaquetas. O ACP da Wyeth não é mais fabricado.